# Scinax elaeochrous
Espèce
Synonymes
- Hyla elaeochroa Cope, 1875 "1876"
- Hyla quinquevittata Cope, 1886
- Hyla dulcensis Taylor, 1958

Statut de conservation UICN

 LC  : Préoccupation mineure
Scinax elaeochrous est une espèce d'amphibiens de la famille des Hylidae.

## Répartition
Cette espèce se rencontre du niveau de la mer à 1 200 m d'altitude dans les plaines humides et les forêts du piémont de l'Amérique centrale, :
- sur le versant Atlantique, de l'Est du Nicaragua au Nord-Ouest du Panamá
- sur le versant Pacifique du bassin du río Barranca du Costa Rica au Sud-Ouest du Panamá.
- en Colombie, une population isolée à "Bajo Calima", dans la municipalité de Buenaventura, département de Valle del Cauca, dans la plaine Pacifique.

## Publication originale
- Cope, 1876 "1875" : On the Batrachia and Reptilia of Costa Rica : With notes on the herpetology and ichthyology of Nicaragua and Peru. Journal of the Academy of Natural Sciences of Philadelphia, sér. 2, vol. 8, p. 93–154 (texte intégral).